# Kennemermeer
Het Kennemermeer is een kunstmatig meer in het natuurgebied Kennemerstrand nabij IJmuiden in het uiterste noordwesten van het Nationaal Park Zuid-Kennemerland.
Het meer ontstond na uitgravingen ten bate van de aanleg van een duinenrij langs de vloedlijn ter bescherming van het natuurgebied.

## Geschiedenis
Na verlenging van de pieren van het Noordzeekanaal in de jaren 1960 ontstond een 250 ha grote zandvlakte ten zuiden van de pieren. De gemeente Velsen bouwde hier later onder meer een jachthaven, hotels en legde een boulevard aan. Ter compensatie van dit natuurverlies werden een slufter en een duinenrij gecreëerd. Het benodigde zand voor deze duinenrij kwam uit een zuigput in het natuurgebied waardoor het meer ontstond.

## Meer meren
Andere meren in het Nationaal Park zijn het Vogelmeer, Spartelmeer, Oosterplas, Duinmeer, Cremermeer, 't Wed en het Meertje van Burdet.